# Aphamartania frauenfeldi
Aphamartania frauenfeldi är en tvåvingeart som beskrevs av Ignaz Rudolph Schiner 1866. Aphamartania frauenfeldi ingår i släktet Aphamartania och familjen rovflugor. Inga underarter finns listade i Catalogue of Life.